# Cazorla
Cazorla é um município da Espanha na província de Jaén, comunidade autónoma da Andaluzia, de área 303,3 km² com população de 8132 habitantes (2007) e densidade populacional de 26,51 hab/km².

## Demografia
| Variação demográfica do município entre 1991 e 2004 | Variação demográfica do município entre 1991 e 2004 | Variação demográfica do município entre 1991 e 2004 | Variação demográfica do município entre 1991 e 2004 |
| --------------------------------------------------- | --------------------------------------------------- | --------------------------------------------------- | --------------------------------------------------- |
| 1991                                                | 1996                                                | 2001                                                | 2004                                                |
| 9046                                                | 9690                                                | 8114                                                | 8096                                                |

## Património
- Castelo de la Yedra;
- Ruínas da igreja renascentista de Santa Maria.